# Demografia de Barbados

Crescimento demografico de Barbados, relatório da FAO (2005)

A população de Barbados é de 276 607 habitantes, o que corresponde a uma densidade de 644,8 hab./km², uma das mais elevadas do mundo. As taxas de natalidade e de mortalidade eram, em 2003, respectivamente, de 13,15%o e 9,02%o. A esperança média de vida atinge 71,84 anos. O valor do Índice de Desenvolvimento Humano (IDH) é de 0,888 e o valor do Índice de Desenvolvimento ajustado ao Género (IDG) é de 0,885 (2001).
Estima-se que em 2025 a população seja de 327 000 habitantes. Os negros compõem 90% da população, seguindo-se-lhes os asiáticos e os mestiços (6%), e os brancos (4%). A religião maioritária é a protestante (67%). A língua oficial é o inglês.

## Dados populacionais
Em 2008 era o país mais densamente povoado nas Américas (18 a nível mundial), e o e o 10º país insular mais populoso da região (101 a nível mundial). Perto de 90% de todos os barbadianos (também conhecida coloquialmente como "Bajan") são de ascendência africana ("Afro-Bajans") ou mestiça. O restante da população inclui grupos de descendentes europeus ("Anglo-Bajans"/"Euro-Bajans"), principalmente do Reino Unido e da Irlanda, e asiáticos, principalmente chineses e indianos. Outros grupos relevantes que vivem em Barbados incluem britânicos, estadunidenses e canadenses.
As maiores comunidades comunidades do país, com exceção da afro-caribenha, são:
- Os indo-guianenses: estes representam uma parcela demográfica, e importante ator na economia local devido a grande parceria comercial que existe entre Barbados e a Guiana. Eles introduziram o roti e outros pratos indianos na cultura barbadiana.[2]

- Os euro-Bajans (4% da população): se instalaram em Barbados desde o século XVI, sendo os primeiros imigrantes originários da Inglaterra, Irlanda e Escócia.[3] Em 1643, havia 37.200 brancos em Barbados (86% da população). São comumente conhecidos como "White-Bajans". Euro-Bajans introduziu a música popular, como a música irlandesa e a música Highland, e nomes de lugares certos, como "Escócia", uma região montanhosa. Entre a comunidade branca barbadiana uma subcategoria conhecida como Redlegs; Estes são descendentes de servos e prisioneiros trazidos para a ilha no período colonial.[4]

- Sino-barbadianos (conhecidos na ilha como "Bajan-Chineys"): representam uma pequena mas importante parcela da comunidade oriental. A maioria dos imigrantes chegou em Barbados na década de 1940 durante a Segunda Guerra Mundial, provenientes principalmente do território britânico de Hong Kong.

- Libaneses e sírios: formam a comunidade árabe na ilha. A maioria dos libaneses e sírios chegaram em Barbados atraídos pelas oportunidades comerciais.[2]

- Judeus: chegaram em Barbados após os primeiros colonos em 1627. Em Bridgetown, a capital, está a mais antiga sinagoga judaica nas Américas, que data de 1654, embora a estrutura atual tenha sido erguida em 1833 em substituição de a antiga arruinada pelo furacão de 1831.[5]

A esperança média de vida é de 72 anos para os homens e 77 anos para as mulheres. Barbados e Japão têm os mais altos por ocorrências capita de centenários no mundo